# Croton hialmarsonii
Espèce
Croton hialmarsonii est une espèce de plantes à fleurs du genre Croton et de la famille des Euphorbiaceae présente aux îles Turques-et-Caïques.
Il a pour synonyme :
- Oxydectes hialmarsonii, (Griseb.) Kuntze